# Lokomotiva TEM2

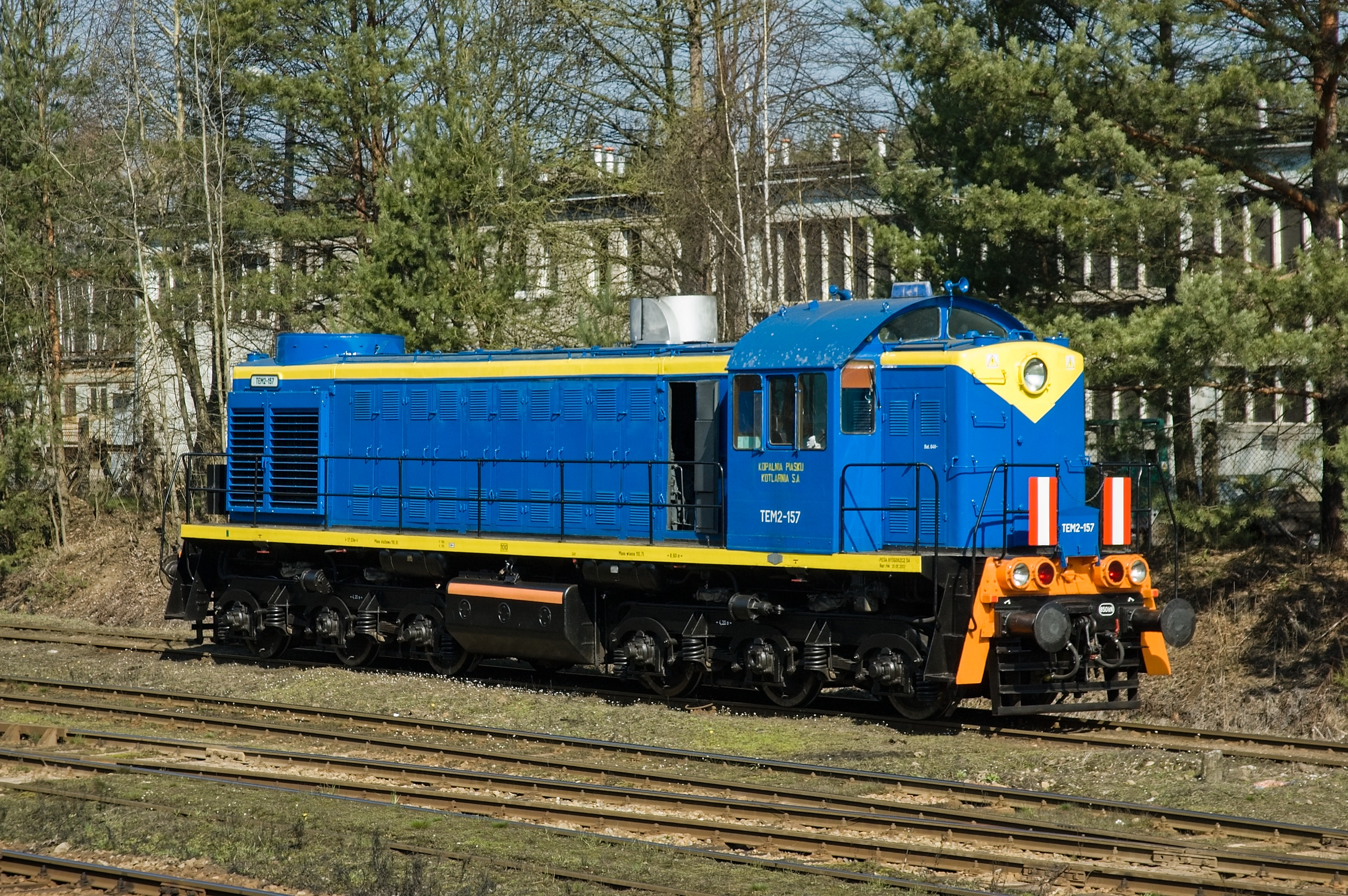
Lokomotiva TEM2-157

Lokomotiva TEM2 je typ šestinápravové dieselové lokomotivy, který byl vyráběn lokomotivkou Brjansk od roku 1960. Lokomotivy byly dodávány do Sovětského svazu, na Kubu a do Polska. V Polsku jsou lokomotivy označeny řadou SM48 nebo typovým označením TEM2 a vžila se pro ně přezdívka Tamara.

## Technické provedení
Lokomotivy koncepčně vycházejí z amerických lokomotiv RSD-1, vyráběných od roku 1942 pro americkou armádu firmou ALCo. Lokomotiva je vybavena šestiválcovým spalovacím motorem typu PD1M se jmenovitým výkonem 883 kW, jehož konstrukce vychází z motorů McIntosh & Seymour řady 539T používaných v lokomotivách ALCo RS-1 a RSD-1. Přenos výkonu je elektrický stejnosměrný.
Lokomotiva má uspořádání pojezdu Co’Co’, její celková délka je 17 029 mm u lokomotivy vybavené šroubovkou a nárazníky a 16 970 mm u lokomotivy se spřáhlem SA-3. Hmotnost ve službě činí 116 tun, maximální rychlost je 100 km/h.
V průběhu let byly postupně dodávány modernější verze označené TEM2M, TEM2U, TEM2US, TEM2T, TEM2UM a TEM2UMM, které se v některých detailech liší od původní verze TEM2.

## Modernizace
V průběhu let tyto lokomotivy procházejí rovněž modernizacemi a výměnou motorů. Mezi větší zakázky tohoto typu patří přestavba 90 lokomotiv řady SM48 na řadu ST48 s využitím motorů Caterpillar.